# Nónacris
Nónacris (en griego, Νώνακρις) es el nombre de una antigua ciudad griega de Arcadia.
Según la mitología griega, su nombre proviene de Nonacris (Νώνακρις Nônakris), quien era la mujer del rey Licaón de Arcadia y la madre de Calisto. Según otra versión, la esposa de Licaón pudo ser la ninfa Cilene.
Por esta ciudad, a Hermes y Evandro se les llama Nonacríates y Nonacrios (en arcadio).
Es mencionada por Heródoto como un lugar donde Cleómenes planeó llevar a los jefes arcadios para que se levantaran contra Esparta haciéndoles jurar por el agua de la laguna Estigia, que según la tradición era el agua por la que juraban los dioses y se creía que se encontraba allí. En realidad se trataba de una fuente que manaba de una roca sobre un estanque que estaba rodeado de un muro. Finalmente los espartanos volvieron a acoger a Cleómenes en su ciudad, por lo que este desistió de su propósito. Heródoto señala que Nónacris estaba cerca de Feneo.
Pausanias dice que sobre Nónacris estaban unos montes llamados Aroania, menciona también el agua del río Estigia y señala que en su tiempo solo quedaban unas ruinas apenas visibles de la ciudad. Este autor también menciona otra población llamada Nónacris en Arcadia, que formaba parte del territorio dependiente de Trípoli antes de que sus habitantes dejaran la ciudad para unirse a los otros arcadios que poblaron la ciudad de Megalópolis.